# Dubiaranea discolor
Dubiaranea discolor là một loài nhện trong họ Linyphiidae. Loài này được phát hiện ở Colombia.